# Ogawa Suison
Ogawa Suison (japanisch 小川 翠村, Vorname eigentlich Shun’ichirō; geboren 15. Mai 1902 im Landkreis Sennan (Präfektur Osaka); gestorben 11. Mai 1964 in Kyōto) war ein japanischer Maler der Nihonga-Richtung.

## Leben und Werk
Ogawa Suison zog mit 19 Jahren nach Kyōto und studierte Malerei unter Nishiyama Suishō. 1920 wurde er zum ersten Mal auf der Ausstellungsreihe „Teiten“ zugelassen, und zwar mit dem Bild „Asa“ (朝) – „Am Morgen“. Die Bilder, die er auf der 6. „Teiten“ (庭園晩秋), auf der 9. (老園逢春) und auf der 10.「残る秋」zeigte, erhielten eine Auszeichnung. 1931 war er auf der  Ausstellung japanische Malerei in Berlin zu sehen. Ab der 11. „Teiten“ wurde die Annahme seiner Werke empfohlen.
Nach dem Zweiten Weltkrieg stellte er auf der „Nitten“ aus, auf der er ein nachgefragter Künstler war. Seine Themen waren  „Blumen-und-Vögel-Bilder“ (花鳥画; Kachōga) und Landschaftsmalerei.
Das Nationalmuseum für moderne Kunst Tokio besitzt folgendes Werk:
- 候鳥 – „Zugvögel“ (1942)